# (35343) 1997 GV36
1997 جي في 36 (ويعرف أيضًا باسم (35343) 1997 جي في 36 وفق تسمية الكوكب الصغير) (بالإنجليزية: 1997 GV36)‏ هو كويكب ضمن حزام الكويكبات؛ وترتيبه 35343 من حيث الاكتشاف.
اكتُشف هذا الجُرم الفلكي بواسطة Kin Endate ‏ في 3 أبريل 1997.

## وصلات خارجية
- (35343) 1997 GV36 في قاعدة بيانات مختبر الدفع النفاث لأجرام النظام الشمسي الصغيرة

- الاكتشاف · مخطط المدار ·  العناصر المدارية · المعلمات المادية

- (35343) 1997 GV36 على موقع ويكي سكاي: DSS2, SDSS, GALEX, IRAS, Hydrogen α, X-Ray, Astrophoto, Sky Map, Articles and images